# Natação no Campeonato Europeu de Esportes Aquáticos de 2012 - 200 m peito masculino
A prova dos 200 metros peito masculino da natação no Campeonato Europeu de Esportes Aquáticos de 2012 ocorreu entre os dias 23 e 24 de maio em Debrecen na Hungria. 

## Calendário
| Fase          | Data       | Hora  |
| ------------- | ---------- | ----- |
| Eliminatórias | 23 de maio | 10:01 |
| Semifinal     | 23 de maio | 17:20 |
| Final         | 24 de maio | 17:41 |

Todos os horários estão no horário local (UTC+1)

## Recordes
Antes desta competição, os recordes eram os seguintes:
| Recorde mundial       | Christian Sprenger | 2:07.31 | Roma      | 30 de julho de 2009  |
| Recorde europeu       | Dániel Gyurta      | 2:07.64 | Pequim    | 31 de julho de 2009  |
| Recorde do campeonato | Dániel Gyurta      | 2:08.95 | Budapeste | 12 de agosto de 2010 |

Os seguintes novos recordes foram estabelecidos durante esta competição. 
| Data       | Prova | Nadadora      | Nacionalidade | Tempo   | Recordes              |
| ---------- | ----- | ------------- | ------------- | ------- | --------------------- |
| 24 de maio | Final | Dániel Gyurta | Hungria       | 2:08.60 | Recorde do campeonato |

## Medalhistas
| Ouro                | Prata            | Bronze                     |
| Dániel Gyurta (HUN) | Marco Koch (GER) | Panagiotis Samilidis (GRE) |

## Resultados

### Eliminatórias
Esses foram os resultados das eliminatórias. 
| Pos. | Bateria | Raia | Nadador                | Nacionalidade | Tempo   | Notas            |
| ---- | ------- | ---- | ---------------------- | ------------- | ------- | ---------------- |
| 1    | 5       | 6    | Panagiotis Samilidis   | Grécia        | 2:10.61 | Q,               |
| 2    | 5       | 4    | Dániel Gyurta          | Hungria       | 2:11.54 | Q                |
| 3    | 4       | 3    | Marco Koch             | Alemanha      | 2:12.48 | Q                |
| 4    | 5       | 3    | Igor Borysik           | Ucrânia       | 2:12.60 | Q                |
| 5    | 4       | 5    | Ákos Molnár            | Hungria       | 2:12.71 | Q                |
| 6    | 3       | 6    | Flavio Bizzarri        | Itália        | 2:13.00 | Q                |
| 6    | 5       | 5    | Michael Jamieson       | Reino Unido   | 2:13.00 | Q                |
| 8    | 4       | 2    | Matti Mattsson         | Finlândia     | 2:13.26 | Q                |
| 9    | 3       | 4    | Laurent Carnol         | Luxemburgo    | 2:13.36 | Q                |
| 10   | 4       | 4    | Christian vom Lehn     | Alemanha      | 2:13.42 | Q                |
| 11   | 4       | 1    | Sławomir Kuczko        | Polónia       | 2:13.86 | Q                |
| 12   | 3       | 5    | Anton Lobanov          | Rússia        | 2:13.87 | Q                |
| 13   | 2       | 3    | Tomas Klobucnik        | Eslováquia    | 2:14.06 | Q,               |
| 14   | 3       | 2    | Yannick Kaeser         | Suíça         | 2:14.11 | Q                |
| 15   | 5       | 7    | Oleg Kostin            | Rússia        | 2:14.13 | Q                |
| 16   | 4       | 7    | Olexiy Rozhkov         | Ucrânia       | 2:14.37 | Q                |
| 17   | 4       | 6    | Maxym Shemberyev       | Ucrânia       | 2:14.38 |                  |
| 18   | 5       | 1    | Jonas Coreelman        | Bélgica       | 2:14.52 |                  |
| 19   | 3       | 7    | Hunor Mate             | Áustria       | 2:14.79 |                  |
| 20   | 3       | 3    | Hugues Duboscq         | França        | 2:15.02 |                  |
| 21   | 1       | 5    | Martin Liivamägi       | Estónia       | 2:15.21 | Recorde nacional |
| 22   | 2       | 5    | Carlos Esteves Almeida | Portugal      | 2:15.64 |                  |
| 23   | 2       | 2    | Imri Ganiel            | Israel        | 2:15.76 |                  |
| 24   | 2       | 1    | Irakli Bolkvadze       | Geórgia       | 2:16.35 |                  |
| 25   | 2       | 6    | Jowan Qupty            | Israel        | 2:16.72 |                  |
| 25   | 3       | 1    | Maxim Podoprigora      | Áustria       | 2:16.72 |                  |
| 27   | 3       | 8    | Danila Artiomov        | Moldávia      | 2:17.77 |                  |
| 28   | 4       | 8    | Mattia Petce           | Itália        | 2:17.80 |                  |
| 29   | 1       | 2    | Vadim Romanov          | Estónia       | 2:18.40 |                  |
| 30   | 2       | 4    | Eetu Karvonen          | Finlândia     | 2:19.39 |                  |
| 31   | 1       | 4    | Sverre Naess           | Noruega       | 2:20.02 |                  |
| 32   | 1       | 3    | Robert Vovk            | Eslovênia     | 2:20.25 |                  |
| 33   | 2       | 8    | Rok Resman             | Eslovênia     | 2:20.63 |                  |
| 34   | 1       | 7    | Lachezar Shumkov       | Bulgária      | 2:21.51 |                  |
| 35   | 1       | 6    | Marius Mikalauskas     | Lituânia      | 2:21.61 |                  |
| 36   | 1       | 1    | Tal Hanani             | Israel        | 2:23.73 |                  |
| 37   | 5       | 2    | Valeriy Dymo           | Ucrânia       | DSQ     |                  |
| 37   | 5       | 8    | Jakob Jóhann Sveinsson | Islândia      | DSQ     |                  |
| 37   | 1       | 8    | Aleksander Hetland     | Noruega       | DNF     |                  |
| 37   | 2       | 7    | Gal Nevo               | Israel        | DNS     |                  |

### Semifinal
Esses foram os resultados das semifinais. 
Semifinal 1
| Pos. | Raia | Nadador            | Nacionalidade | Tempo   | Notas |
| ---- | ---- | ------------------ | ------------- | ------- | ----- |
| 1    | 4    | Dániel Gyurta      | Hungria       | 2:10.06 | Q     |
| 2    | 5    | Igor Borysik       | Ucrânia       | 2:11.91 | Q     |
| 3    | 3    | Flavio Bizzarri    | Itália        | 2:12.03 | Q     |
| 4    | 1    | Yannick Kaeser     | Suíça         | 2:12.09 | Q,    |
| 5    | 2    | Christian vom Lehn | Alemanha      | 2:12.16 | Q     |
| 6    | 7    | Anton Lobanov      | Rússia        | 2:12.54 |       |
| 7    | 6    | Matti Mattsson     | Finlândia     | 2:13.49 |       |
| 8    | 8    | Olexiy Rozhkov     | Ucrânia       | 2:13.91 |       |

Semifinal 2
| Pos. | Raia | Nadador              | Nacionalidade | Tempo   | Notas            |
| ---- | ---- | -------------------- | ------------- | ------- | ---------------- |
| 1    | 5    | Marco Koch           | Alemanha      | 2:10.92 | Q                |
| 2    | 4    | Panagiotis Samilidis | Grécia        | 2:11.53 | Q                |
| 3    | 3    | Ákos Molnár          | Hungria       | 2:12.23 | Q                |
| 4    | 2    | Laurent Carnol       | Luxemburgo    | 2:12.29 |                  |
| 5    | 8    | Oleg Kostin          | Rússia        | 2:12.39 |                  |
| 6    | 6    | Michael Jamieson     | Reino Unido   | 2:12.58 |                  |
| 7    | 1    | Tomas Klobucnik      | Eslováquia    | 2:13.10 | Recorde nacional |
| 8    | 7    | Sławomir Kuczko      | Polónia       | 2:13.14 |                  |

### Final
Esse foi o resultado da final. 
| Pos.              | Raia | Nadador              | Nacionalidade | Tempo   | Notas                 |
| ----------------- | ---- | -------------------- | ------------- | ------- | --------------------- |
| Medalha de ouro   | 4    | Dániel Gyurta        | Hungria       | 2:08.60 | Recorde do campeonato |
| Medalha de prata  | 5    | Marco Koch           | Alemanha      | 2:09.26 |                       |
| Medalha de bronze | 3    | Panagiotis Samilidis | Grécia        | 2:09.72 | Recorde nacional      |
| 4                 | 1    | Christian vom Lehn   | Alemanha      | 2:10.61 |                       |
| 5                 | 2    | Flavio Bizzarri      | Itália        | 2.12.47 |                       |
| 6                 | 6    | Igor Borysik         | Ucrânia       | 2:12.51 |                       |
| 7                 | 7    | Yannick Kaeser       | Suíça         | 2:13.23 |                       |
| 8                 | 8    | Ákos Molnár          | Hungria       | 2:13.33 |                       |

Legenda
| Recorde mundial       | Recorde mundial (World record)               |                       | Recorde africano                      | Recorde africano (African) |                                           | Q | Classificado por posição (Qualified) |
| Recorde do campeonato | Recorde do campeonato (Championship record)  | Recorde da América    | Recorde da América (Americas)         | q                          | Classificado por melhor tempo (Qualified) |   |                                      |
| Melhor marca do ano   | Melhor marca do ano (World leading)          | Recorde asiático      | Recorde asiático (Asian)              | DNS                        | Não largou (Did not start)                |   |                                      |
| Recorde nacional      | Recorde nacional (National record)           | Recorde europeu       | Recorde europeu (European)            | DNF                        | Não terminou (Did not finish)             |   |                                      |
| Recorde pessoal       | Recorde pessoal do atleta (Personal best)    | Recorde da Oceania    | Recorde da Oceania (Oceania)          | DSQ / DQ                   | Desclassificado (Disqualified)            |   |                                      |
| Recorde da temporada  | Recorde da temporada do atleta (Season best) | Recorde sul-americano | Recorde sul-americano (South America) | NM                         | Sem marca (No mark)                       |   |                                      |